# ギフト・オルバン
ギフト・エマニュエル・オルバン（Gift Emmanuel Orban, 2002年7月17日 - ）は、ナイジェリア・ベヌエ州出身のプロサッカー選手。ブンデスリーガ・TSG1899ホッフェンハイム所属。ポジションはFW。

## クラブ経歴
ナイジェリアの地元のサッカークラブでユース時代を過ごした後、2022年にノルウェーに渡り、スターベクIFと契約。5月26日のアデコリーガエン (2部リーグ)のブリンFK戦でプロデビュー。6月29日の国内カップ戦ノルウェー・カップでのSKユーヴィク＝リン戦では、前半13分にプロ初ゴールを決めると、31分にもゴールを決め、7-0の大勝に貢献。以降は2部リーグでゴールを量産し、同年シーズンはリーグ戦16ゴールを記録。チームに2部リーグ2位を導き、エリテセリエン (1部リーグ)復帰に導いた。
2023年1月31日、KAAヘントと4年半契約を締結。2月11日のKVCウェステルロー戦では、移籍後初ゴールを含む2ゴールを記録。更に3月16日のUEFAヨーロッパカンファレンスリーグのイスタンブール・バシャクシェヒルFK戦では、前半31分にゴールを決めると、その後3分の間に立て続けにゴール決め、UEFA主催の大会史上最速のハットトリックを達成した。
2024年1月18日、オリンピック・リヨンに4年半契約で加入。
2025年1月2日、TSGホッフェンハイムと900万ユーロで契約。1月26日、アイントラハト・フランクフルト戦で63分に交代出場し、移籍後初ゴールを決めた。